# ماساهيكو موري
ماساهيكو موري (باليابانية: 森昌彦؛ بالكانا: もり まさひこ) هو لاعب كرة قاعدة ياباني، ولد في 25 أغسطس 1965 في ميه في اليابان.

## وصلات خارجية
- ماساهيكو موري على موقع اللجنة الأولمبية الدولية (الإنجليزية)
- ماساهيكو موري على موقع أوليمبيديا (الإنجليزية)